# Tim Morehouse
Timothy Frank „Tim” Morehouse (n. 29 iulie 1978, New York City, New York, SUA) este un scrimer american specializat pe sabie, laureat cu argint olimpic pe echipe la Beijing 2008.

## Carieră
Tim Morehouse s-a născut în cartierul Bronx din New York. S-a apucat de scrima când era în gimnaziu, la Riverdale Country School, cu antrenorul Martin Schneider.
După ce a fost rezervă la Jocurile Olimpice din 2004, a participat ca membru deplin la Jocurile Olimpice din 2008. La proba individuală a fost eliminat în turul întâi de francezul Boris Sanson. La proba pe echipe, echipa Statelor Unite a produs surpriza, trecând de Ungaria în sferturile de finală și de Rusia în semifinală, la o tușă de fiecare dată. În finala a pierdut cu Franța, scorul fiind 37–45, și s-a mulțumit cu argint, cel mai bun rezultat olimpic obținut de o echipă de scrimă masculin americană din Jocurile Olimpice din 1948.
La Jocurile Olimpice din 2012 a trecut de viitorul campion mondial din 2013, rusul Veniamin Reșetnikov, apoi de belarusul Dmitri Lapkes. A ajuns în sferturile de finală, unde a pierdut cu italianul Diego Occhiuzzi. La proba pe echipe, Statele Unite nu au putut repeta performanța din 2008: echipa a fost învins cu scorul 33-45 și s-a aflat pe ultimul loc după meciurile de clasament.
Morehouse a studiat istoria la Brandeis University, absolvind apoi un masterat în educație la Pace University în 2003. În prezent lucrează pentru organizația nonprofit „Teach for America”, care îi trimit pe niște tineri absolvenți pentru a preda în zonele defavorizate.
În anul 2012 și-a publicat autobiografia, intitulată American Fencer (Scrimer american).

## Legături externe
- en  Prezentare Arhivat în 1 septembrie 2015, la Wayback Machine. la Federația Americană de Scrimă
- en Tim Morehouse la Olympedia.org